# Homo (geslacht)
Homo (Latijn: mens) is een geslacht binnen de familie van de mensachtigen (Hominidae). De moderne mens (Homo sapiens, dat letterlijk verstandige, wijze of denkende mens betekent) is de enige nog levende soort van dit geslacht.
Er zijn twee leidende theorieën over de verspreiding van Homo sapiens over de wereld. Volgens het multiregionaal model zou Homo sapiens meerdere voorouders gehad hebben. Daarnaast bestaat de meer algemeen aanvaarde enkele-oorspronghypothese.
Hieronder staat een lijst van menssoorten die onder het geslacht Homo vallen. Over Homo habilis bestaat nog onenigheid of hij ingedeeld moet worden onder het geslacht Homo of onder het geslacht Australopithecus.

## Taxonomie
- Geslacht: Homo (Mensen) (1 soort)
  - Soort: Homo antecessor †
  - Soort: Homo cepranensis †
  - Soort: Homo denisova †
  - Soort: Homo erectus †
    - Ondersoort Homo erectus erectus †
    - Ondersoort Homo erectus javanicus (Javamens) †
    - Ondersoort Homo erectus lantianensis (Lantianmens) †
    - Ondersoort Homo erectus meganthropus †
    - Ondersoort Homo erectus nankinensis (Nanjingmens) †
    - Ondersoort Homo erectus pekinensis (Pekingmens) †
    - Ondersoort Homo erectus soloensis (Solo-mens) †
    - Ondersoort Homo erectus tautavelensis (Tautavel-mens) †
    - Ondersoort Homo erectus wushanensis (Wushanmens) †
    -  Ondersoort Homo erectus yuanmouensis (Yuanmoumens) †

  - Soort: Homo ergaster †
  - Soort: Homo floresiensis (Floresmens) †
  - Soort: Homo georgicus †
  - Soort: Homo habilis †
  - Soort: Homo heidelbergensis (Heidelbergmens) †
  - Soort: Homo helmei †
  - Soort: Homo naledi †
  - Soort: Homo neanderthalensis (Neanderthaler) †
  - Soort: Homo rhodesiensis (Rhodesiëmens) †
  - Soort: Homo rudolfensis †
  -  Soort: Homo sapiens (Mens)

## Soorten
Over de dun gedrukte soorten is nog veel discussie over de vraag of het wel aparte soorten zijn.
| soort               | leefde wanneer (Miljoen jaren geleden) | leefde waar                             | lengte volwassene (cm) | gewicht volwassene (kg) | hersenvolume (cm³) | fossiel record                       | ontdekking / publicatie van de naam |
| ------------------- | -------------------------------------- | --------------------------------------- | ---------------------- | ----------------------- | ------------------ | ------------------------------------ | ----------------------------------- |
| H. habilis          | 2,5–1,5                                | Afrika                                  | 100–150                | 30–55                   | 600                | veel                                 | 1960/1964                           |
| H. rudolfensis      | 1,9                                    | Kenia                                   |                        |                         | 750                | 1 schedel                            | 1972/1986                           |
| H. georgicus        | 1,8–1,6                                | Georgië                                 | 150                    |                         | 600–680            | weinig                               | 1999/2002                           |
| H. ergaster         | 1,9–1,25                               | O. en Z. Afrika                         | 180                    |                         | 700–850            | veel                                 | 1975                                |
| H. erectus          | 2(1,25)–0,3                            | Afrika, Eurazië (Java, China, Kaukasus) | 180                    | 60                      | 900–1100           | veel                                 | 1891/1892                           |
| H. cepranensis      | 0,8?                                   | Italië                                  |                        |                         | 1200               | 1 schedelkap                         | 1994/2003                           |
| H. antecessor       | 0,8–0,35                               | Spanje, Engeland                        | 175                    | 90                      | 1000               | 3 plaatsen                           | 1997                                |
| H. gautengensis     | >2–0.6                                 | Zuid-Afrika                             | 100                    | 50                      |                    | 1 individu                           | 2010                                |
| H. helmei           | >0,26–0,07                             | Zuid-Afrika                             |                        |                         | 1400               | 1 schedelfragment                    | 1932/1935                           |
| H. denisova         | 0,3–0,029                              | Rusland, China                          |                        |                         |                    | 1 vingerkootje, 1 tand, 1 halve kaak | 2008                                |
| H. heidelbergensis  | 0,6–0,25                               | Europa, Afrika, China                   | 180                    | 60                      | 1100–1400          | veel                                 | 1908                                |
| H. neanderthalensis | 0,23–0,03                              | Europa, W. Azië                         | 160                    | 55–70 (zwaar gebouwd)   | 1200–1700          | veel                                 | (1829)/1864                         |
| H. rhodesiensis     | 0,3–0,12                               | Zambia                                  |                        |                         | 1300               | zeer weinig                          | 1921                                |
| Gawisschedel        | 0,5–0,25?                              | Ethiopië                                |                        |                         |                    | 1 schedel                            | 2006                                |
| H. sapiens          | 0,25–heden                             | wereldwijd                              | 140–190                | 55–80                   | 1000–1850          | leeft nog steeds                     | –/1758                              |
| H. sapiens idaltu   | 0,16                                   | Ethiopië                                |                        |                         | 1450               | 3 schedels                           | 1997/2003                           |
| H. floresiensis     | 0,10–0,012                             | Indonesië                               | 100                    | 25                      | 400                | 7 individuen                         | 2003/2004                           |

## Voorlopers en oude verwanten
| Voorlopers en oude verwanten van de mens | Voorlopers en oude verwanten van de mens | Voorlopers en oude verwanten van de mens |
| Fossiel voorkomen                        | Geslacht                                 | Soorten |
| ---------------------------------------- | ---------------------------------------- | --- |
| 7 - 4,4 Ma                               | Sahelanthropus                           | Sahelanthropus tchadensis |
| 7 - 4,4 Ma                               | Orrorin                                  | Orrorin tugenensis |
| 7 - 4,4 Ma                               | Ardipithecus                             | Ardipithecus ramidus · Ardipithecus kadabba |
| 4,3 - 2 Ma                               | Australopithecus                         | A. anamensis · A. afarensis · A. bahrelghazali · A. africanus · A. garhi · A. sediba |
| 3,5 Ma                                   | Kenyanthropus                            | Kenyanthropus platyops |
| 2,5 - 1 Ma                               | Paranthropus                             | P. aethiopicus · P. boisei · P. robustus |
| tot heden                                | Homo                                     | H. antecessor · H. cepranensis · H. denisova · Homo erectus (Javamens · Pekingmens) · H. ergaster · H. floresiensis · H. gautengensis · H. georgicus · H. habilis · H. heidelbergensis · H. helmei · H. neanderthalensis · H. rhodesiensis · H. rudolfensis · Homo sapiens (H. s. idaltu · Cro-magnonmens · Red Deer Cave-mensen) |